# Square Enix
A Square Enix Holdings Co., Ltd. (株式会社スクウェア・エニックス・ホールディングス; Kabusikigaisa Szukuvea Enikkuszu Hórudinguszu; Hepburn: Kabushikigaisha Sukuwea Enikkusu Hōrudingusu) japán videójáték-fejlesztő, kiadó és forgalmazó cég. Legismertebb videójátékai a Final Fantasy, a Dragon Quest és a Kingdom Hearts szerepjáték-sorozatok. Több játékból is 10 millió példány felett kelt el világszerte, míg a legsikeresebb Final Fantasyből a 115 millió darabot is meghaladták az eladások. A Square Enix székhelye Sindzsukuban, Tokióban található. A cég közel 4000 alkalmazottat foglalkoztat.
A Square Enix a Square és az Enix egyesülésével jött létre, miután 2003. április 1-jén az Enix megvásárolta a Square-t. Az egyesülés után a Square több vezetője is hasonló pozíciót kapott az új cégben, az alkalmazottak 80%-át a Square korábbi alkalmazottai tették ki. A Square volt elnöke, Vada Jóicsi az új cég vezetője, az Enix volt elnöke, Honda Keidzsi az alelnöke, az Enix alapítója és a Square Enix legnagyobb résztulajdonosa, Fukusima Jaszuhiro pedig tiszteletbeli elnöke lett.
2008 októberében a Square Enix két külön vállalatba szervezte a vállalatirányítást és a videójáték-gyártást. A Square Enix átalakításra került egy holdingcéggé Square Enix Holdings Co., Ltd. néven, míg a videójátékokhoz kapcsolódó feladatokat a Square Enix Co., Ltd. látja el. 2017-ben a cég bevétele több mint 250 milliárd jen volt.
A Square Enix Holdings a tulajdonában van az arcade játékokat gyártó Taito Corporation, amely olyan játékokról ismert, mint a Space Invaders, a Bubble Bobble és a Darius. A Square Enix felvásárolta a Tomb Raider-, a Deus Ex és a Hitman-sorozatokról ismert brit Eidos Interactive-ot is, melyet 2009-ben beleolvasztottak a Square Enix Europe-ba, hogy a játékait a Square Enix neve alatt adhassák ki.

## Története

### Enix
Az Enixet 1975. szeptember 22-én alapította Eidansha Boshu Service Center néven Fukusima Jaszuhiro építészből lett vállalkozó. Az Enix elsősorban olyan játékok kiadására összpontosított, amelyeket kizárólag a céggel partnerségben álló vállalatok fejlesztettek. Ezek közül az egyik legsikeresebb a Chunsoft által fejlesztett Dragon Quest konzolos játéksorozat volt. A fejlesztő személyzet legfontosabb tagjai többek között Nakamura Kóicsi rendező, Horii Júdzsi író, Torijama Akira művész és Szugijama Kóicsi zeneszerző voltak. A Famicom alapú RPG játéksorozat első tagja 1986-ban jelent meg, és a Japánban eladott 1,5 millió példányával a Dragon Quest vált a cég legjövedelmezőbb franchise-ává. Annak ellenére, hogy az Enix régi versenytársa, a Square kizárólag Sony PlayStationre fejlesztett, az Enix 1997 januárjában bejelemtette, hogy Nintendóra és Sony konzolokra is kiadja játékait. Ez jelentős növekedést jelentett mind az Enix, mind a Sony számára. 1999 novemberében az Enix a Tokiói Tőzsde 1. szekciójában szerepelt, jelezve, hogy „nagyvállalatként” működik.

### Square
A Square-t Mijamoto Maszafumi indította el 1983 októberében az apja tulajdonában álló Den-Yu-Sha villamosenergia-hálózat építő cégének számítógépes játékszoftverekkel foglalkozó részlegeként. Mivel a játékfejlesztést akkoriban rendszerint csak egy programozó végezte és a játék minden elemét számítógépes nyelvvel alkották meg, Mijamoto az elsők között volt, aki úgy gondolta, hatékonyabb, ha képzett grafikus tervezők, programozók és történetírók együtt dolgoznak a projekteken, kihasználva a számítógépek fejlődése adta lehetőségeket.
1986 szeptemberében a részleg önálló cégként vált ki és Mijamoto vezetése alatt a Square Co., Ltd. nevet vette fel. Miután több, Famicomra kiadott játékkal sem ért el sikereket, székhelyét Uenóba helyezte át 1987-ben. Itt fejlesztette a Final Fantasy szerepjátékát, melyet az Enix 1986-os azonos műfajú Dragon Quest játékának sikere inspirált. Final Fantasy 400 000 eladott példánnyal már sikeres volt, és Square vezető franchise-ává vált, a sorozatnak folyamatosan jelennek meg új darabjai.
A Final Fantasy franchise mellett számos ismert címet jegyez a cég, mint a Chrono Trigger, a Chrono Cross, a Secret of Mana, a Legend of Mana, a Xenogears, a Brave Fencer Musashi, a Parasite Eve, a Saga Frontier, a Romancing Saga, a Vagrant Story, a Kingdom Hearts (Disney Interactive-vel koprodukcióban) és a  Super Mario RPG (Mijamoto Sigeru felügyelete alatt készült). 1994 végére a kiváló minőségű szerepjátékok elismertté tették a Square-t. A Square egyike volt azoknak a vállalatoknak, amelyek Nintendo 64-re terveztek fejleszteni és kiadni játékokat, de az olcsóbb gyártási költségek miatt a CD-alapú konzolok, mint a Sega Saturn és a Sony PlayStation mellett döntöttek. Az egyik ilyen játék volt a Final Fantasy VII, mely 9,8 millió eladott darabbal a második legjövedelmezőbb PlayStation-játék.

### Egyesülés
A Square és az Enix egyesítését 2000 óta fontolgatták, de a Square első mozifilmjének, a Final Fantasy – A harc szellemének 2001-es pénzügyi kudarca után az Enix vonakodott végrehajtani azt, míg a Square pénzt veszített. A Square a Sonyhoz fordult tőkeinjekcióért, ami 2001. október 8-án 18,6%-os részesedést szerzett a Square-ből. A Final Fantasy X és a Kingdom Hearts sikere után a cég anyagi helyzete rendeződött, és a történetének legmagasabb működési árrését könyvelte el a 2002-es pénzügyi évben. 2002. november 25-én bejelentették, hogy a Square és az Enix korábbi egyesülési tervei hivatalosan folytatódnak, azzal a céllal, hogy kölcsönösen csökkentsék a fejlesztési költségeket és versenyezzenek a külföldi fejlesztőkkel. Vada Jóicsi, a Square elnöke és vezérigazgatója a következőképp magyarázta: „Az egyesülésről azért hoztuk meg a döntést, hogy további örömöt szerezhessünk a játékosoknak és a fennmaradásunk érdekében. Az Enix kiváló vállalat. A Square helyzete teljesen rendeződött, ami azt jelenti, hogy az egyesülés akkor következik be, amikor mindkét cég a csúcson van”. Honda Keidzsi, az Enix elnöke hozzátette: „Mivel a játékipar nagy változásoknak néz elébe, szeretnénk egyesíteni a Square fejlesztőinek tehetségét és az Enix külső erőforrásait, hogy olyan játékokat készítsünk, amelyekre a játékosok világszerte felfigyelnek. Vada és én régóta azt gondoljuk, hogyha a két cégünk együtt dolgozna, képesek lennénk valami nagyon érdekes dolgot készíteni. Szeretnék olyan játékokat előállítani, amelyeket az emberek rendkívülinek gondolnak.”
Néhány résztulajdonos aggodalmát fejezte ki az egyesüléssel kapcsolatban, nevezetesen a Square eredeti alapítója és legnagyobb részvényese, Mijamoto, aki az összevont cégek lényegesen kisebb százalékát tudhatta magáénak. Más kritikákat vetett fel Ója Takasi a Deutsche Securitiestől, aki kételyeinek adott hangot egy ilyen egyesülés előnyeiről: „Az Enix kiszervezi a játékfejlesztést és kevés a házon belüli alkotója, míg a Square mindent maga csinál. A kettő kombinációja nem ad negatív tényezőket, de operatív együttműködés útján keveset hoz.” Mijamoto aggodalmait végül megoldották az egyesülés árfolyamának megváltoztatásával úgy, hogy minden Square-részvényt 0,81 Enix-részvény helyett 0,85 részvényre váltottak, és az egyesülés így zöld utat kapott. Az egyesülést 2003. április 1-jén vitték véghez, e napon jött létre a Square Enix. Az egyesülés után az új cég alkalmazottainak 80%-át a Square korábbi alkalmazottai tették ki. A Square több vezetője is hasonló pozíciót kapott az új cégben. A Square volt elnöke, Vada Jóicsi az új cég vezetője, az Enix volt elnöke, Honda Keidzsi az alelnöke, az Enix alapítója és a Square Enix legnagyobb résztulajdonosa, Fukusima Jaszuhiro pedig tiszteletbeli elnöke lett.
Az egyesülés eredményeképp a Square Co., Ltd. beleolvadt Enixbe. 2003 júliusában az egyesítési folyamat részeként a Square Enix áthelyezte székhelyét Jojogi, Sibuja, Tokióba, amit 2012-ben Sindzsuku, Tokióba költöztetett.

### Felvásárlások és leányvállalatok
A Square és az Enix 2003-as egyesülése után a Square Enix számos céget vásárolt fel és számos leányvállalatot hozott létre. Hogy megerősítse jelenlétét a vezeték nélküli piacon, 2004 márciusában felvásárolta a UIEvolution mobiltelefonalkalmazás-fejlesztő céget, amit 2007 decemberében eladott és 2008 januárjában megalapította helyette a Square Enix MobileStudiót, hogy a mobiltermékekre összpontosítson. 2005 januárjában a Square Enix megalapította a Square Enix Chinát, hogy érdekeltségét Kínára is kiterjessze. Ez év szeptemberében a Square Enix felvásárolta a Taito Corporation játékfejlesztő- és kiadócéget, ami arcade játékairól volt híres, mint a Space Invaders és a Bubble Bobble sorozat. A Taito otthoni és hordozható játékokkal foglalkozó részlegét 2010 márciusában beolvasztották a Square Enixbe. 2008 augusztusában a cégnek hasonló tervei voltak a Tecmo videójáték-fejlesztővel, de a Tecmo visszautasította a felvásárlási szándékot.
2009 februárjában a Square Enix bejelentette az Eidos Interactive holdingcége, az Eidos plc felvásárlását több játékfejlesztő leányvállalatával együtt. Az Eidos egy Egyesült Királyságbeli székhelyű kiadó, legismertebb sorozatai a Tomb Raider, a Hitman, a Deus Ex, a Thief és a Legacy of Kain. Az Eidos felvásárlása 2009 áprilisában fejeződött be, és novemberben a kiadót összevonták a Square Enix európai kiadószervezetével, létrehozva a Square Enix Europe-ot. Az összevonás során több cégnél leépítések voltak, a Battlestations (Midway és Pacific) játékairól ismert budapesti székhelyű Eidos Hungaryt pedig bezárták.
2011 márciusában a Square Enix újabb mobilfejlesztő stúdiót alapított Hippos Lab néven, amit 2012-ben még egy követett, a Square Enix Montréal. 2013 júniusától 2015 januárjáig Smileworks néven Indonéziában is működtetett egy mobilstúdiót. A cég következő leányvállalata a Shinra Technologies, egy felhőalapú játékszolgáltatást nyújtó cég volt, ami 2014 szeptemberétől 2016 januárjáig állt fent. 2015-ben a Square Enix új stúdiót hozott létre, a Tokyo RPG Factoryt, aminek fő munkája az I Am Setsuna (Project Setsuna) volt. 2017. február 21-én jelentették be egy új stúdió, a Studio Istolia megalakulását. A stúdiót Baba Hideo vezeti és a Project Prelude Rune RPG játékon dolgoznak.

## Felépítés
- Square Enix, Inc.
  - Square Enix Co., Ltd. (Japán) (Székhelye: Tokió Sibuja a Shinjuku Bunka Quint épület)
    - Gangan Comics
    - Square Enix Mobile Studio
    - Hippos Lab
    - Tokyo RPG Factory
    - Studio Istolia
    - Luminous Productions
    - DigiCube (megszűnt)
    - Taito Soft Corporation (megszűnt)
    - Smileworks (megszűnt)

  - Square Enix, Inc. (Észak-Amerika) (Székhelye: Kalifornia El Segundo a 999 North Sepulveda Boulevard)
    - UIEvolution (megszűnt)
    - Shinra Technologies (megszűnt)

  - Square Enix Ltd. (Európa / PAL területek) (Székhelye: Anglia London Islington borough a Castle House második emelete)
    - Square Enix Europe
    - Eidos Interactive (megszűnt)
      - Beautiful Game Studios
      - Crystal Dynamics
      - Eidos Montreal
      - Eidos Shanghai
      - Square Enix Montréal
      - Square Enix Collective
      - IO Interactive (megszűnt)
      - Eidos Hungary (megszűnt)

  - Square Enix (China) Co., Ltd. (Székhelye: Peking, Haidan körzet a Golder Plaza 610-es szobája[50])
- Square Enix Holdings Co., Ltd.
  - Taito Corporation
    - Taito Art Corporation (megszűnt)
    - Taito Tech Co., Ltd. (megszűnt)
    - SPC‐NO.1 Co., Ltd (megszűnt)

  - PlayOnline

### Az Enix és a Square egyesülése napján megszűnt vállalatok és leányvállalatok
- Enix Corporation – Jogutódja a Square Enix, Inc.
- Enix America Inc.
- Square Co., Ltd.
- Squaresoft, Inc.
- Square L.A., Inc.
- Square Electronic Arts L.L.C. – A Square (70% tulajdon) és az EA (30% tulajdon) cégek közös vállalkozása, ami a Square játékait adta ki Amerikában. 2003. április 1-jén megszüntették.
- Electronic Arts Square K.K. – A Square (30% tulajdon) és az EA (70% tulajdon), ami az EA játékait adta ki Japánban. 2003. április 1-jén megszüntették.
- Square Europe, Ltd. – Square európai részlege. 2003. április 1-jén átnevezték Square Enix Europe, Ltd.-ra, majd 2004-ben Square Enix, Ltd.-re.
- Square Enix Webstar Network Technology (Beijing) Co., Ltd.

### A Square Enix fejlesztőrészlegei
A Square Enix 2013 decemberében átstrukturálta a fejlesztőrészlegeit, az addig 10 részleget 12-re növelve. Egy-egy részleg egyszerre több projekten is dolgozhat, a stábtagok átjárhatnak egyik részlegből a másikba.
| Fejlesztőrészleg | Vezető             | Híresebb sorozatuk                    |
| ---------------- | ------------------ | ------------------------------------- |
| 1                | Kitasze Josinori   | Final Fantasy                         |
| 2                | Tabata Hadzsime    | Final Fantasy Crystal Chronicles      |
| 3                | Hasimoto Sindzsi   | Final Fantasy, Kingdom Hearts         |
| 4                | Hazama Icsiró      | Final Fantasy                         |
| 5                | Josida Naoki       | All Star Pro-Wrestling, Final Fantasy |
| 6                | Mijake Jú          | Front Mission, Dragon Quest           |
| 7                | Siba Takamasza     | Hanjuku Hero                          |
| 8                | Hirono Kei         | Mana                                  |
| 9                | Tokita Takasi      | Dragon Quest, Final Fantasy           |
| 10               | ?                  | tri-Ace-játékok                       |
| 11               | Jokojama Júki      | Grimms Notes                          |
| 12               | Vatanabe Jaszuhito | Schoolgirl Strikers                   |

Megj.: A táblázat adatai a 2015-ös állapotot mutatják.

## Üzleti modell
A Square Enix üzleti modellje a „polimorfikus tartalom”-ra épül, ami azt jelenti, hogy játékaikat többféle platformra, illetve médiaformátumban is kiadják. Ennek egyik korai példája volt a Fullmetal Alchemist mangasorozat, amit feldolgoztak két animesorozat, több regény és videójáték formájában is. Hasonló termékeik még a Final Fantasy VII, a Code Age, a World of Mana, az Ivalice Alliance és a Fabula Nova Crystallis Final Fantasy XIII. Vada Jóicsi ezt mondta: „nagyon nehéz megütni a főnyereményt, de ha ez megtörténik minden levét kisajtoljuk”.
A Square Enix alapértelmezett játéktervezési modellje az, hogy először a történetet, a szereplőket és a grafikát készítik el, csak ezután következnek a csatarendszerek, a pályák és az átvezető videók. Murata Taku elmondta, hogy ez a folyamat Final Fantasy VII sikere után vált a Square fejlesztési modelljévé 1997-ben. A Final Fantasy XIII stábjának mérete csúcspontján 180 művész, 30 programozó és 36 játéktervező volt, de ezután szerkezetátalakítást végeztek a nagyszabású projektek jövőbeli kiszervezésére.
Hasonlóan a Sony Greatest Hits játékaikhoz a Square Enix is újra kiadja sikeresebb játékait Ultimate Hits címen, alacsonyabb áron.

## Termékek

### Videójátékok
A Square Enix főképp videójátékokat készít és elsősorban szerepjáték franchise-airól ismert. A legsikeresebb franchise-ukból, az 1987-ben elindított Final Fantasy-ből 2014 júniusáig összesen több mint 110 millió darabot adtak el világszerte. A Dragon Quest franchise, amely 1986-ban indult, szintén nagy sikerű, Japán egyik legnépszerűbb játéksorozataként tartják számon, az új részek rendszeresen túlszárnyalnak más játékokat megjelenésük idején, és 2014 júniusában összesen több mint 64 millió darabot értékesítettek világszerte. A közelmúltban a Kingdom Hearts sorozat (amelyet 2002-től kezdődően a Disney tulajdonában álló Buena Vista Games-szel fejlesztenek) vált népszerűvé, több mint 20 millió darabot értékesítettek 2014 márciusáig.
2003. elején a Square Enix amerikai leányvállalata bejegyeztette a Dragon Quest márkanevet, ami a Dragon Warrior márkanevet cseréli le (ezt eddig nem tehetették mert a TSR kiadónál voltak a jogok). 2004 májusában bejelentették, hogy a Sony Online Entertainment-tel kötött egyezség szerint ők fogják kiadnia az EverQuest II-t Japánban. A Square Enix a Nintendo Entertainment System-től kezdve szinte minden konzolra fejlesztett játékot, de soha nem adott ki Sega konzolra egy játékot sem. Square Enix-nél több olyan időszak volt amikor csak bizonyos konzolra jelentettek meg játékot. Legtöbb játékuk Nintendo Entertainment System, Super Nintendo Entertainment System, PlayStation vagy PlayStation 2 konzolra jelent meg. A Final Fantasy XIII-at PlayStation 3-ra és Xbox 360-ra is kiadják, a Dragon Quest X-et pedig Wii-re fogják. Handheld konzolokra is jelentettek meg játékot (Game Boy Advance, Nintendo DS, PlayStation Portable). Microsoft Windows operációsrendszerű számítógépekre is, de mobiltelefonokra is adtak ki játékokat. A Square Enix mobiltelefonos játékait Vodafone-on lehet letölteni Írországban, Nagy Britanniában, Spanyolországban és Franciaországban. Huszonöt Square Enix játék volt a Famicú magazin 100 legjobb játék listáján, ebből 7 az első 10-ben és a Final Fantasy X lett az első.
A PlayStation 3 rajta előtt Michihiro Sasaki a Square Enix elnöke ezt mondta a konzolról: „Nem akarjuk, hogy a PlayStation 3 legyen az abszolút vesztes ezért támogatni fogjuk, de azt sem akarjuk, hogy az abszolút nyertes legyen ezért nem támogathatjuk túl nagyon”. Square Enix 2007-ben bejelentette, hogy több figyelmet fog fordítani az európai és az észak-amerikai játékaikra.
2008. július 8-án kiadják első iPod játékukat a Song Summoner: The Unsung Heroes-t.
2008-ban a Square Enix és Gas Powered Games bejelentik, hogy együtt dolgoznak a Supreme Commander 2 játékon.
2009-ben megvásárolták az Eidost (Tomb Raider, Hitman). A Square Enix beolvasztotta az Eidos-t a Square Enix Europe-ba. Az Eidos játékait a Square Enix fogja kiadni.
A Square Enix 2008-ban alapította a Pure Dreams sorozatot amit gyerekeknek szánt. A Pure Dreams sorozatban jelenleg 2 játék van, a Snoopy DS: Let's Go Meet Snoopy and His friends és a Pingu's Wonderful Carnival.

### Játékmotorok
A Square Enix általában a saját maga által írt motorokkal futtatja játékait. 2004-ben elkezdtek egy olyan motoron dolgozni, amivel könnyebben lehet egyszerre fejleszteni több platformra is. Ez lett a Crystal Tools, amivel PlayStation 3-ra, Xbox 360-ra és Windowsra és valamely szinten Wii-re is lehet fejleszteni. A motort a 2005-ös E3 tech demó show-n mutatták be és a fogadtatására alapozva a Final Fantasy XIII-nál használták fel. A Crystal Tools-szal kezdték a Final Fantasy Versus XIII fejlesztését is, a fejlesztés során azonban új generációs platformra álltak át, és végül Final Fantasy XV-ként jelent meg. A motor finomítása folytatódott a Final Fantasy XIII-2 fejlesztése alatt is, és a Lightning Returns: Final Fantasy XIII-hoz nagyjavításon esett át. További címeket nem jelentettek be a motorhoz, a fejlesztését valószínűleg leállították a Square Enix új Luminous Studio motorja javára.
A második nagyobb házon belüli motor a Luminous Studio, melyet elsősorban nyolcadik generációs konzoljátékokhoz fejlesztettek és eredetileg a 2012-es E3-on mutatták be az Agni’s Philosophy tech demón keresztül. Az első nagyobb játék, ami a Luminous Studiót használja, a Final Fantasy XV volt; a motor fejlesztése a játékkal párhuzamosan történt, és a játék fejlesztése segített a programozócsapatnak optimalizálni a motort.
A két fő játékmotor mellett bizonyos játékokhoz egyedi motort is fejlesztett a cég, ezenkívül a Square Enix más cégek motorjait és programnyelveit is felhasználja, például az Epic Games Unreal Engine-jét a The Last Remnanthoz és a Squirrelt a Final Fantasy Crystal Chronicles: My Life as a King WiiWare-játékukhoz.

### Internetes játékok
2001-ben az Enix kiadta az első internetes játékát, a Cross Gate-et. Folytatása, a Concerto Gate 2007-ben jelent meg a Square Enix kiadásában.
A Final Fantasy XI-et az egyesülés előtt, 2002-ben adta ki Japánban a Square PlayStation 2-re és később személyi számítógépre. Az Egyesült Államokban és Európában 2003–2004 folyamán jelent meg. A Final Fantasy XI nagy sikere miatt 2006-ban átportolták Xbox 360-ra, így ez lett az első MMORPG játék, amit kiadtak a konzolra. A játék mindegyik verziója a Square Enix által fejlesztett PlayOnline többplatformos internetes játékplatformot és szolgáltatást használta. A platform számos más Square Enix-játék online szolgáltatását biztosítja. A játék MMORPG-ként való sikereinek köszönhetően a Square Enix elkezdte a Fantasy Earth: The Ring of Dominion játék fejlesztését. Ennek kiadási jogát a GamePot játékportál szerezte meg és Fantasy Earth ZERO címen adták volna ki 2006-ban, de végül a Square Enix leállította a játék fejlesztését és eladta a GamePotnak.
Egy következő generációs MMORPG-t, kódnevén a Rapture-t a Final Fantasy XI fejlesztőcsapata készíti a Crystal Tools motorral. A 2009-es E3-on jelentették be, hogy a Final Fantasy XIV PlayStation 3-ra és Microsoft Windows-ra 2010 szeptemberében jelenik meg. A Dragon Quest X-et 2011 szeptemberében jelentették be, az MMORPG Nintendo Wii és Wii U konzolokra is megjelent 2012–2013 folyamán. Mint a Final Fantasy XIV, ez is Crystal Tools motort használ.
A Square Enix böngészős és Facebook-játékokat is készített, mint a Legend World, a Chocobo's Crystal Tower és a Knights of the Crystals, ezenkívül a Yahoo! Japan számára olyan online játékokat készített, mint a Monster x Dragon, a Sengoku Ixa, a Bravely Default: Praying Brage, a Star Galaxy és a Crystal Conquest.
2012. május 8-án a Square Enix bejelentette, hogy együttműködik a Bigpoint Games-szel, hogy létrehozzon egy szabadon játszható felhőalapú játékplatformot, amely „a játékosokat egy határtalan játékvilágba pottyantja közvetlenül a webböngészőn keresztül”. A szolgáltatás 2012 augusztusában indult el CoreOnline néven, azonban „korlátozott kereskedelmi bevételre” hivatkozva a szolgáltatást 2013. november 29-én leállították. A Square Enix 2014. október 9-én egy újabb online játékszolgáltatást indított Japánban Dive In néven, amely lehetővé tette a játékosoknak, hogy konzoljátékokat streameljenek iOS vagy Android készülékeikre. A szolgáltatás díját a játékkal töltött idő alapján szabták ki, és minden játékot harminc percig ingyen kínált. A szolgáltatást 2015. szeptember 13-án leállították.

### Arcade játékok
A Taito Corporation Square Enix általi felvásárlásával a cég megszerezte a Taito arcade infrastruktúráját és létesítményeit, és 2005-ben belépett az arcade piacra. 2010-ben a Taito bemutatta a NESiCAxLive felhőalapú rendszert, ami a játékok tárolására és az interneten keresztül történő hozzáféréséhez szolgál a fizikai példányok beszerzése helyett. A rendszerhez számos játékteremet csatlakoztattak. A cég továbbra is kiszolgálja a japán arcade közösséget a kimondottan arcade platformra kiadott játékokkal. A játékgyártók 2015-ben elmondták, hogy a Square Enix hűséges rajongói bázissal rendelkezik, amely értékeli az arcade játékélményt.

### Filmek
A cégnek három próbálkozása volt a filmiparban. Az első, a Final Fantasy – A harc szelleme a Square Pictures gyártásában készült, amely cég ma a Square Enix leányvállalata. A film a látványos CGI-technológia ellenére kevés bevételt hozott a gyenge történet miatt, valamint azért, mert nem kapcsolódott sehogy sem a Final Fantasy sorozathoz. Az anyagi bukás miatt az Enix elodázta a Square-rel való összeolvadást – ami már a film készítése előtt tervben volt –, amíg a cég nem vált újból nyereségessé. 2005-ben adták ki a Final Fantasy VII – Advent Childrent, ami a Final Fantasy VII PlayStation-játék cselekménye után két évvel játszódik. 2009-ben az Advent Childrennek kiadták a bővített változatát Final Fantasy VII – Advent Children Complete címen. 2012-ben bejelentették a Deus Ex videójáték filmadaptációját. 2016-ban jelent meg a Final Fantasy XV: Ősök gyűrűje, ami a Final Fantasy XV alapján készült, és egy új websorozat, a Brotherhood: Final Fantasy XV, amit a YouTube és a Crunchyroll videomegosztókon tettek közzé.

### Mangák
A cég Japánban mangákat is kiad a Gangan Comics (eredetileg az Enix tulajdonában volt) leányvállalata által. 2010-ig kizárólag Japánban forgalmazott, ekkor Észak-Amerikában online mangaboltot nyitott Members szolgáltatásán keresztül. A Gangan Comics többek között a következő mangákat publikálta magazinjaiban és tankóbon kötetekbe gyűjtve: Kurokami, Papuwa, Pani Poni, Spirál, Kore ga vatasi no gosudzsin-szama, Jumekui kenbun, Doubt, Bamboo Blade, Soul Eater, Zombie-Loan, Fullmetal Alchemist és Higurasi no naku koro ni. A Square Enix számos játékát is adaptálták mangává, mint a Dragon Quest, a Kingdom Hearts vagy a Star Ocean. Ezekből többet szintén feldolgoztak animesorozatként is. A Fullmetal Alchemist a Square Enix legsikeresebb mangája, aminek köteteiből világszerte több mint 67 millió példányt adtak el.

### Reklámtermékek
A Square Enix szinte minden videójáték-franchise-ához adott ki különféle reklámtermékeket, bár a legtöbb csak Japánban kapható. A Square Enix korábbi online játékportálja, a PlayOnline többek között a Parasite Eve, a Vagrant Story, a Chocobo Racing, a Front Mission, a Chrono Cross és a Final Fantasy franchise-okhoz adott ki termékeket. A kabalák, mint Chocobo, a Final Fantasy egyik szereplője gumikacsaként, bébi plüssfiguraként, vagy épp kávéscsészeként népszerű árucikkek. A Square Enix a Chocobo Tales megjelenésére is készített egy Chocobo-jelmezt.
A Dragon Quest Slime nevű szereplője is rendszeresen megjelenik reklámtermékekként, elsősorban Japánban. A Square Enix japán webboltjában külön szekció is található a szereplőt mintázó termékekhez „Smile Slime” néven. A Slime-reklámtermékek között plüssök, tolltartók, kulcstartók, játékkontrollerek, érintőtollak és több társasjáték, köztük a Dragon Quest Slime Racing is megtalálható. Japánban sertéshússal töltött „slime”-formájú zsemlécskéket is árusítottak. A Dragon Quest 25. évfordulójára különleges névjegykártyákat, táskákat és kristályfigurákat adtak ki.
A Mana sorozatból Rabites szereplőjéből számos Square Enix-termék készült, köztük plüssfigurák, párnák, öngyújtók, egérpadok, szíjak, telefonkártyák és pólók. A Square Enix több olyan sorozathoz is készített termékeket, amelyeket nem tulajdonol, köztük figurákat a Mass Effect és a Halo sorozatokhoz.

## Kritikák
- 2006-ban megnyerték az IGN legjobb PlayStation 2 játékfejlesztő díját.[128]
- 2006. szeptember 5. – A céget feljelentették a Soft-World Internationallel kötött egyezség megszegése miatt.[129]
- A Square Enix észak-amerikai leányvállalata a Square Enix, Inc. 2007 júliusában belépett a Better Business Bureau-ba, ahol C+-os értékelést kapott. Azóta már elérték a B– értékelést.[130]
- 2009. június 24. – A Square Enixt beperelték az MMO játékosok átverése miatt.[131]

## Leányvállalatai

### Működő leányvállalatok
| Név                                         | Leányvállalattá vált | Székhely                                 | Szolgáltatások | Hiv.          |
| ------------------------------------------- | -------------------- | ---------------------------------------- | --- | ------------- |
| Gangan Comics                               | 1991. március 12.    | Tokió, Japán                             | Manga- és magazinkiadó. | [ 132 ]       |
| Square Enix, Inc.                           | 1995. augusztus      | El Segundo, Kalifornia, Egyesült Államok | Amerikai kiadó és a japán szellemi tulajdon lokalizált tulajdonosa. A Square L.A. Inc., a Squaresoft, Inc. és a Square Electronic Arts L.L.C. összevonásával jött létre.                                | [ 1 ]         |
| Visual Works (korábban Square Visual Works) | 1999. június         | Tokió, Japán                             | CGI-film gyártás. | [ 133 ]       |
| PlayOnline                                  | 2000. január 28.     | Tokió, Japán                             | Online játékszolgáltatások. | [ 134 ]       |
| Square Enix (China) Co., Ltd.               | 2005. február 28.    | Haidian körzet, Peking, Kína             | Kínai kiadó. A Square Enix Webstar Network Technology (Beijing) Co., Ltd. jogutódja. | [ 135 ]       |
| Taito Corporation                           | 2005. szeptember 28. | Sindzsuku, Tokió, Japán                  | A Square Enix Holdings arcade játékokkal foglalkozó leányvállalata (Space Invaders-sorozat, Bubble Bobble-sorozat, Groove Coaster-sorozat).                                                             | [ 136 ]       |
| Square Enix Mobile Studio                   | 2008. január         | Szapporo, Japán                          | Mobiljáték-fejlesztő és kiadó. | [ 34 ]        |
| Square Enix Co., Ltd.                       | 2008. október 1.     | Sibuja, Tokió, Japán                     | A zászlóshajó videójáték-fejlesztő és kiadó (Final Fantasy-sorozat, Dragon Quest-sorozat, Kingdom Hearts-sorozat).                                                                                      | [ 137 ]       |
| Beautiful Game Studios                      | 2009. április 22.    | London, Egyesült Királyság               | A Square Enix Europe videójáték-fejlesztő leányvállalata (Championship Manager-sorozat). | [ 39 ]        |
| Crystal Dynamics                            | 2009. április 22.    | Redwood City, Egyesült Államok           | A Square Enix Europe videójáték-fejlesztő leányvállalata. | [ 39 ]        |
| Eidos Montréal                              | 2009. április 22.    | Montréal, Quebec, Kanada                 | A Square Enix Europe videójáték-fejlesztő leányvállalata. | [ 39 ]        |
| Eidos Shanghai                              | 2009. április 22.    | Sanghaj, Kína                            | A Square Enix Europe leányvállalata, kiszervezési támogatás. | [ 39 ]        |
| Square Enix Europe                          | 2009. november 10.   | Blackfriars, London, Egyesült Királyság  | A Square Enix nyugati zászlóshajója, európai kiadója (Tomb Raider-sorozat, Deus Ex-sorozat, Just Cause-sorozat). A Square Enix, Ltd. és az Eidos Interactive összeolvadásának eredményeképp jött létre. | [ 39 ] [ 40 ] |
| Hippos Lab                                  | 2011. március 7.     | Tokió, Japán                             | A Square Enix Co., Ltd. okostelefon-játékokkal foglalkozó leányvállalata. | [ 43 ]        |
| Square Enix Montréal                        | 2012                 | Montréal, Quebec, Kanada                 | A Square Enix Europe mobiljáték-fejlesztője. | [ 44 ]        |
| Tokyo RPG Factory                           | 2015                 | Sindzsuku, Tokió, Japán                  | A Square Enix Co., Ltd. videójáték-fejlesztője. | [ 138 ]       |
| Square Enix Collective                      | 2016                 | Blackfriars, London, Egyesült Királyság  | Független fejlesztőknek nyújt szolgáltatásokat. | [ 139 ]       |
| Studio Istolia                              | 2017. február 21.    | Sindzsuku, Tokió, Japán                  | A Square Enix Co., Ltd. videójáték-fejlesztője. | [ 140 ]       |

### Megszűnt leányvállalatok
| Név | Leányvállalattá vált     | Megszűnt           | Székhely                                       | Szolgáltatások                                                                            | Hiv.            |
| --- | ------------------------ | ------------------ | ---------------------------------------------- | ----------------------------------------------------------------------------------------- | --------------- |
| Squaresoft, Inc. | 1989. március            | 2003. április 1.   | Redmond, Egyesült Államok                      | A Square Co. Ltd. amerikai kiadója.                                                       | [ 141 ]         |
| Square L.A., Inc. | 1995. augusztus          | 2003. április 1.   | Costa Mesa, Kalifornia, Egyesült Államok       | A Square Co. Ltd. amerikai kiadója.                                                       | [ 142 ]         |
| DigiCube | 1996. február 6.         | 2003. november 26. | Tokió, Japán                                   | A Square Co. Ltd. marketinggel és forgalmazással foglalkozó leányvállalata Japánban.      | [ 143 ]         |
| Square Electronic Arts | 1998. április 27.        | 2003. április 1.   | Costa Mesa, Kalifornia, Egyesült Államok       | Közös vállalkozás az Electronic Arts-cal az amerikai kiadásokhoz.                         | [ 144 ]         |
| Taito Soft Corporation (eredetileg The Game Designers Studio)                                                             | 1999. június 22.         | 2010. március 11.  | Hirakavacsó, 2-csome, Csijoda-ku, Tokió, Japán | A Square Enix Co., Ltd. videójáték-fejlesztője.                                           | [ 145 ] [ 146 ] |
| Enix America Inc. | 1999                     | 2003. április 1.   | Seattle, King County, Egyesült Államok         | Az Enix és az Eidos Interactive közös vállalkozása az Enix játékainak nyugati kiadásához. | [ 147 ] [ 148 ] |
| Square Enix Webstar Network Technology (Beijing) Co., Ltd. (korábban Enix Webstar Network Technology (Beijing) Co., Ltd.) | 2001                     | 2005. február 28.  | Peking, Kína                                   | Az Enix kínai kiadója.                                                                    | [ 135 ]         |
| Eidos Hungary | 2002 (Eidos Interactive) | 2010. április 19.  | Budapest, Magyarország                         | Az Square Enix Europe videójáték-fejlesztője.                                             | [ 41 ] [ 42 ]   |
| UIEvolution | 2004. március            | 2007. december 17. | Bellevue, Egyesült Államok                     | A Square Enix okostelefon-alkalmazás fejlesztője.                                         | [ 33 ]          |
| Taito Art Corporation | 2005. szeptember 28.     | 2008. július 28.   | Tokió, Japán                                   | A Taito utazási és biztosítási ügynöksége.                                                | [ 149 ]         |
| Taito Tech Co., Ltd. | 2005. szeptember 28.     | 2008. július 28.   | Tokió, Japán                                   | A Taito szórakoztató berendezéseinek karbantartása és szállítása.                         | [ 149 ]         |
| Eidos Interactive (eredetileg SCi Games)                                                                                  | 2009. április 22.        | 2009. november 10. | Wimbledon, Egyesült Királyság                  | A Square Enix szellemi alkotásainak nyugati kiadója.                                      | [ 39 ]          |
| SPC‐NO.1 Co., Ltd | 2009. június 1.          | 2010. február 1.   | Tokió, Japán                                   | Az ES1 Corporation anyavállalata, amely egyesült a Taito Corporationnel.                  | [ 146 ]         |
| Smileworks | 2013. június 17.         | 2015. január 14.   | Jakarta, Indonézia                             | iOS, Android, Windows Phone és Nokia okostelefonok.                                       | [ 150 ] [ 151 ] |
| Shinra Technologies | 2014. szeptember 18.     | 2016. január       | New York, Egyesült Államok                     | Felhőszolgáltatás.                                                                        | [ 45 ] [ 46 ]   |
| IO Interactive | 2009. április 22.        | 2017. június 16.   | Koppenhága, Dánia                              | A Square Enix Europe videójáték-fejlesztője.                                              | [ 152 ]         |

## Fordítás
- Ez a szócikk részben vagy egészben a Square Enix című angol Wikipédia-szócikk fordításán alapul.  Az eredeti cikk szerkesztőit annak laptörténete sorolja fel. Ez a jelzés csupán a megfogalmazás eredetét és a szerzői jogokat jelzi, nem szolgál a cikkben szereplő információk forrásmegjelöléseként.